# Waving Through a Window
"Waving Through a Window" is het tweede nummer uit de musical Dear Evan Hansen uit 2015, die in 2016 op Broadway in première ging. Benj Pasek en Justin Paul schreven zowel de muziek als de tekst van het nummer.

## Synopsis
Het liedje is het "I want"-liedje van hoofdrolspeler Evan Hansen, dat dieper ingaat op zijn worsteling met zijn sociale angststoornis en zijn verlangen om geaccepteerd te worden door zijn leeftijdsgenoten op de middelbare school en in zijn gemeenschap ("On the outside always looking in, will I ever be more than I've always been"). Het begint nadat Connor Murphy, naar aanleiding van een grap die Evan's "familievriend" Jared Kleinman tegen hem maakt over zijn haarlengte, Evan tegen de grond duwt nadat hij Evan's onhandigheid ten onrechte interpreteert als het uitlachen van hem. Na het eerste refrein volgt een onderbreking in de dialoog, wanneer Connors zus Zoe op Evan afloopt om zich te verontschuldigen voor het gedrag van haar broer, waardoor Evan zich tegenover haar ongemakkelijk gedraagt. Evan zingt dan alleen verder, totdat de hele cast hem bijvalt in het laatste refrein.
Tijdens de aanloop naar het slotkoor herhaalt Evan de zin "When you're falling in a forest and there's nobody around, do you ever really crash or even make a sound," verwijzend naar zijn zelfmoordpoging in Ellison State Park, die plaatsvond in de zomer voordat het verhaal begon. De zin komt terug in de eerste reprise van het lied (gezongen in de volgende scène in het computerlokaal nadat Evan het briefje schrijft dat de katalysator wordt van de gebeurtenissen die volgen) en in "Disappear" aan het einde van Akte 1.
Het liedje zelf wordt een tweede keer gezongen door Alana Beck voordat Evan naar het kantoor van de directeur gaat voor een ontmoeting met Zoe en Connor's ouders, Cynthia en Larry.
De eerste coupletten van het lied ("I've learned to slam on the break, before I even turn the key...") keren terug in "Words Fail" tijdens Akte 2.

## Ontvangst
In zijn recensie van de Broadway productie van de musical voor The New York Times, prees Charles Isherwood Ben Platt's prestatie, hij schreef "...wanneer Mr. Platt Evan's liedjes zingt - inclusief de ontroerende inleidende cri de coeur, "Waving Through a Window" - kunnen we tegelijkertijd de hartverscheurende, verwarde jongeman horen en het intelligente, vriendelijke kind dat in hem begraven ligt".